# 亨德里克島
82°03′N 52°46′W / 82.050°N 52.767°W
亨德里克島是格陵蘭的島嶼，位於北岸的林肯海海域，屬於東北格陵蘭國家公園範圍，面積583平方公里，海岸線長度118.3公里，島上無人居住。